# フリント (ミシガン州)

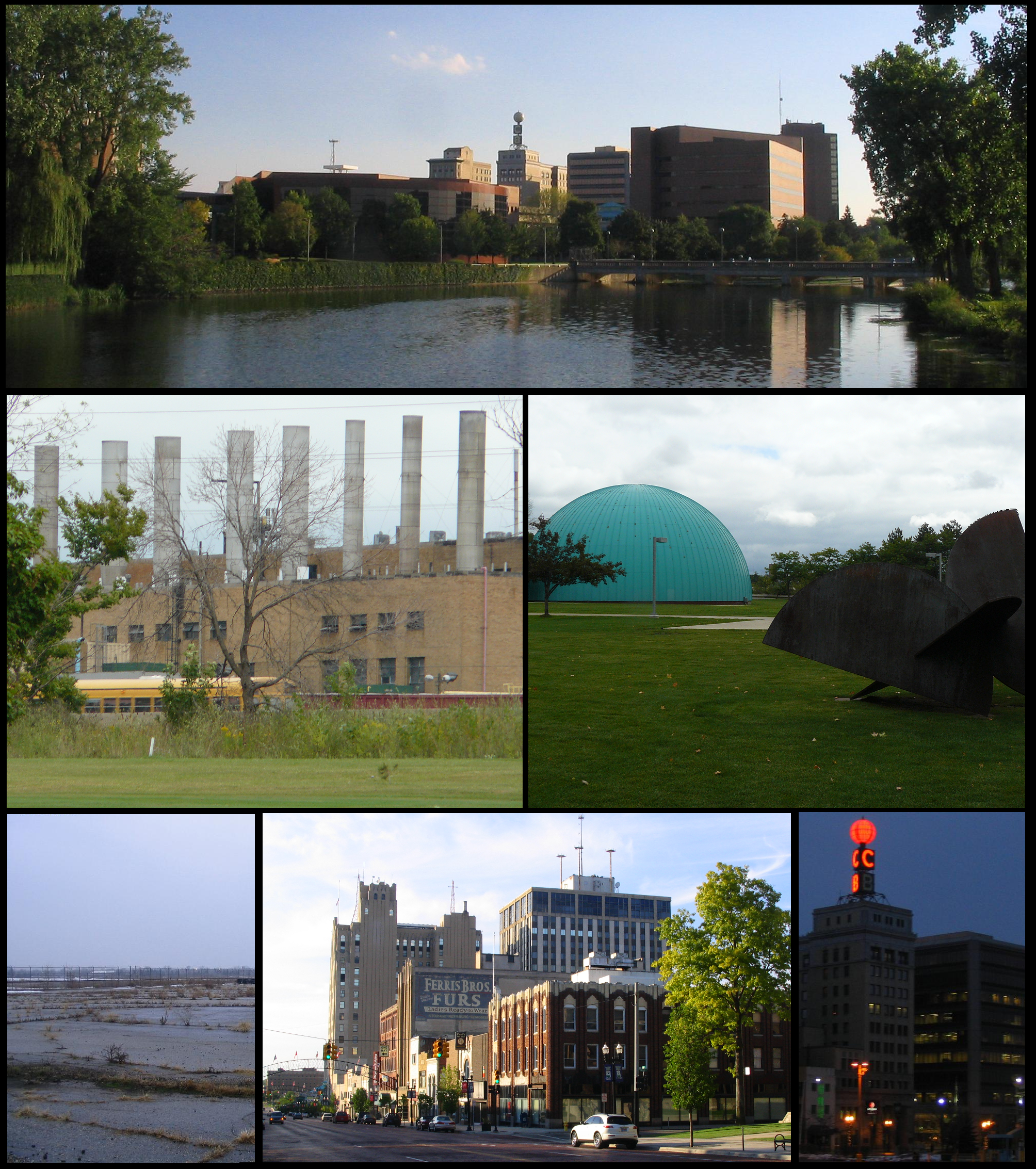

フリント（英: Flint）は、アメリカ合衆国ミシガン州の都市。ジェネシー郡の郡庁所在地である。人口は8万1252人（2020年時点。最盛期であった1960年代～1970年代の人口は約20万人）。デトロイトの北西100キロメートルに位置している。
ゼネラルモーターズの創業の地であり、かつて同社の企業城下町として繁栄した。しかしGMの工場閉鎖に伴って市の経済は破綻し、治安悪化や人口減少・社会基盤の崩壊など、様々の社会問題を抱える、典型的な「ラストベルト」の街である。

## 地理

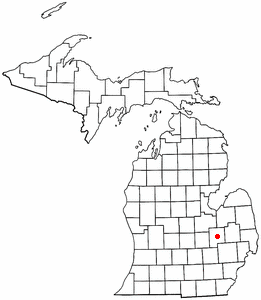
ミシガン州内の位置

フリントは統計上デトロイト都市圏に含まれる。市域はフリント川 (Flint River) 流域の低地で、南及び東側づたいをゆるやかに起伏し、北西が平地となっている。西に隣接するフリント・チャーター郡区は、同市からは独立した自治体である。
市の総面積は88.2 km2 (34.1 mi2) である。このうち87.1 km2 (33.6 mi2) が陸地で1.1 km2 (0.4 mi2) が水地域である。総面積の1.26%が水地域となっている。

## 住民
1998年の人口は131,000人であったが、2000年国勢調査では人口124,943人と減少した。人口密度は1,434.5/km2 (3,714.9/mi2) である。636.8/km2 (1,649.1/mi2) の平均的な密度に55,464軒の住宅が建っている。
人種構成は、白人41.39%、アフリカン・アメリカン53.27%、先住民0.64%、アジア0.44%、太平洋諸島系0.02%、その他の人種1.11%、及び混血3.14%である。人口の2.99%はヒスパニックまたはラテン系である。
住民は30.6%が18歳未満の未成年、18歳以上24歳以下が10.3%、25歳以上44歳以下が29.4%、45歳以上64歳以下が19.2%、及び65歳以上が10.5%である。中央値年齢は31歳である。女性100人ごとに対して男性は88.6人である。18歳以上の女性100人ごとに対して男性は83.1人である。
世帯数は48,744世帯、及び30,270家族が居住する。世帯ごとの平均的な収入は28,015米ドルであり、家族ごとの平均的な収入は31,424米ドルである。男性は34,009米ドルに対して女性は24,237米ドルの平均的な収入がある。この都市の一人当たりの収入 (per capita income) は15,733米ドルである。人口の26.4%及び家族の22.9% は貧困線以下である。全人口のうち18歳未満の37.4%及び65歳以上の13.4%は貧困線以下の生活を送っている。

## 治安
市の財政破綻に伴う貧困層と失業者の増大、警察の予算や人員の不足、市街地の荒廃などが重なり、治安状態は全米で最悪のレベルまで悪化している。FBIによれば、2011年の1000人当たりの暴力犯罪率は23.4%で、全米で最も危険な都市の一つとされた（殺人52件、失業率18.9%）。

## 教育
ミシガン大学フリント校（w:University of Michigan-Flint）はミシガン大学のサテライト・キャンパスである。元 GMI と知られるケタリング大学（w:Kettering University）は高い評価を得た工学系大学である。Mott Community College はフリント内での主要なコミュニティカレッジである。

## 交通
ビショップ国際空港（w:Bishop International Airport）が市域の南西にある。アレジアント・エアが乗り入れている。
フリント駅はアムトラックの停車駅である。
フリントは多数のバス路線によってサービスされている。Flint Mass Transportation Authority はこの都市及び郡のためにローカルバス・サービスを提供している。

## 水道水汚染問題
従来、フリント市はデトロイト水道下水局を通じ、ヒューロン湖の水を水源として取水していたが、同局と財政破綻状態のフリント市の管財人との支払額をめぐる交渉が決裂した結果、給水停止を通告された。やむなくフリント市は、市内を流れるフリント川から取水して、2014年4月から市内へ給水を始めた。しかしフリント川の水質に問題があったため、多くが20世紀初期に敷設された老朽化した水道管が腐食し、水道水が錆で茶色く変色したり、異臭がするなどの苦情が急増した。さらに水道管の鉛が水に溶け出し、地区によっては水道水から基準値の数十倍の鉛が検出されるようになった。
現在、同市では6歳から12歳の児童1万人以上が汚染された水道水を使用しており、血中の鉛濃度が上昇したり、皮膚病の症状が現れるなど市民に健康被害が広がっている。飲料水は全国からの寄付により、ペットボトル詰めのミネラルウォーターが無料配布されているが、水道管の更新などの抜本的対策は、財源不足のためまったく目途が立っていない。現在、行政に対する複数の訴訟が進行中で、知事などの責任追及に発展している。また同市に黒人貧困層の多いことから、行政の無策は人種偏見によるものだったとして、事態は人種差別問題に発展する様相を見せている。

## 姉妹都市
- 長春市、中国
- ハミルトン、カナダ
- キェルツェ、ポーランド
- トリヤッチ、ロシア

1980年代に本市は愛知県の刈谷市に姉妹都市提携を呼びかけたが、実現しなかった。 

## 出身者および関わりの強い人物
- マイケル・ムーア（映画監督）
- スティーヴン・スメイル（数学者）
- クリス・バード（プロボクサー）
- マラビーヤ・ワシントン（テニス選手）
- グレン・ライス（バスケットボール選手）
- モリス・ピーターソン（バスケットボール選手）
- チャーリー・ベル（バスケットボール選手）
- ジョー・メイズ（野球選手）
- ジム・アボット（野球選手）
- ボブ・ユーバンクス（TV番組司会者）
- パット・ブーン（歌手） - フロリダ州ジャクソンビル出身。長い間、TV-CMを通じて（フリント市が創業地である全米屈指の巨大自動車企業）GMの顔の様な存在としてフリント市民に親しまれていた。
- グランド・ファンク・レイルロード（ロックグループ）
- ディー・ディー・ブリッジウォーター（ジャズ歌手）
- MCブリード（ラッパー）
- King 810（ヘビーメタルバンド）